# Timon Haugan
Timon Haugan, né le 27 décembre 1996, est un skieur alpin norvégien spécialiste du slalom

## Carrière
Il monte sur son premier podium en coupe du monde de ski alpin lors du slalom de Chamonix le 8 février 2020.

## Palmarès

### Jeux olympiques d'hiver
| Épreuve / Édition | Team event                          |
| ----------------- | ----------------------------------- |
| JO 2022 Pékin     | Médaille de bronze, Jeux olympiques |

### Championnats du monde
| Épreuve / Édition                | Slalom géant | Slalom  | Parallèle                        | Par équipes | Combiné par équipes              |
| Mondiaux 2021 Cortina d'Ampezzo  | —            | Abandon | 14e                              | —           | Épreuve inexistante à cette date |
| Mondiaux 2023 Courchevel-Méribel | 17e          | —       | Bronze                           | Argent      | Épreuve inexistante à cette date |
| Mondiaux 2025 Saalbach           | 7e           | 5e      | Épreuve inexistante à cette date | 7e          | 9e                               |

Légende :
- : première place, médaille d'or
- : deuxième place, médaille d'argent
- : troisième place, médaille de bronze
- : pas d'épreuve
- — : Non disputée par Timon Haugan

### Coupe du monde
- Meilleur classement général : 7e en 2024.
- 9 podiums dont 3 victoires.
- 1 podium par équipes.

| Saison/Classement | Général | Général | Slalom | Slalom | Slalom géant | Slalom géant | Parallèle | Parallèle |
| Saison/Classement | Class.  | Points  | Class. | Points | Class.       | Points       | Class.    | Points    |
| ----------------- | ------- | ------- | ------ | ------ | ------------ | ------------ | --------- | --------- |
| 2017-2018         | 135e    | 13      | 46e    | 13     | -            | -            | -         | -         |
| 2018-2019         | 127e    | 15      | 44e    | 15     | -            | -            | -         | -         |
| 2019-2020         | 71e     | 120     | 16e    | 119    | -            | -            | 42e       | 1         |
| 2020-2021         | 77e     | 84      | 29e    | 64     | -            | -            | 13e       | 20        |
| 2021-2022         | 49e     | 187     | 18e    | 180    | 51e          | 7            | -         | -         |
| 2022-2023         | 35e     | 231     | 10e    | 231    | -            | -            | -         | -         |
| 2023-2024         | 7e      | 621     | 3e     | 450    | 18e          | 171          | -         | -         |

#### Détail des victoires
| Saison / Épreuve | Slalom                           | Total |
| 2023-2024        | Saalbach-Hinterglemm             | 1     |
| 2024-2025        | Alta Badia Schladming Sun Valley | 3     |
| Total            | 4                                | 4     |

### Championnats du monde juniors
| Édition / Épreuve    | Descente | Super G | Slalom géant | Slalom  | Combiné |
| -------------------- | -------- | ------- | ------------ | ------- | ------- |
| Mondiaux 2016 Sotchi | 38e      | 37e     | Abandon      | Abandon | 37e     |
| Mondiaux 2017 Are    | Abandon  | Abandon | Argent       | 15e     | 5e      |